# 田村衛土
田村 衛土（たむら えいと、1982年5月31日 - ）は、日本のラグビー選手。

## プロフィール
- 京都府出身[1]。
- ポジションはフランカー(FL)。
- 身長 182cm、体重 98kg
- ニックネームはエイト。

## 来歴
4歳からラグビーを始めた。
ネイピアボーイズ高校、マッセイ大学、ポネケを経て、2011年、福岡サニックスブルース（現・宗像サニックスブルース）に加入。同年11月6日に行われたジャパンラグビートップリーグ第2節のNTTコミュニケーションズシャイニングアークス戦に途中出場で公式戦初出場を果たす。
2014年、サニックスの主将に就任した。
2018年、宗像サニックスブルースを退団した。